# Ландульф II
Ландульф II Червоний (†961), князь Капуанський як Ландульф IV і князь Беневентський (940—961), співправитель (940—943) разом з батьком Ландульфом I і братом Атенульфом.
Його матір'ю була Гемма, дочка неаполітанського дуки Афанасія.
Після смерті батька Ландульфа II став правити одноособово. Найперше він продовжив сімейну політику призначення сина як співправителя та наділив сина Пандульфа князівською владою. Іншим його кроком була спроба встановлення тісніших стосунків з лангобардськими державами та віддалення від Візантії.
У 946 об'єднався з неаполітанським дукою Іоанном III з метою зміщення Гізульфа I Салернського. Однак, він потрапив у засаду в проході біля печери біля Кава де Тіррені та відмовився від задуму. Невдовзі Ландульф розірвав союз з неаполітанцями, об'єднався з Гізульфом і осадив Нолу. Йому вдалось захопив  Акіно.
У 955 Ландульф допустив свою найбільшу помилку, підтримавши бунт в Апулії проти влади візантійців. Після придушення бунту був змушений визнати сюзеренітет Візантії.